# Тастибулак
Тастибула́к (каз. Тастыбұлақ) — село у складі Тюлькубаського району Туркестанської області Казахстану. Входить до складу Рискуловського сільського округу.
До 2007 року село називалось Кизиласкер.
Населення — 276 осіб (2021; 295 у 2009, 262 у 1999, 249 у 1989).